# Black Cocaine
Black Cocaine è un EP del duo hip hop statunitense Mobb Deep, pubblicato nel 2011.

## Tracce
1. Dead Man Shoes (featuring Bounty Killer) – 4:42
2. Black Cocaine – 4:09
3. Conquer – 3:23
4. Get It Forever (featuring Nas) – 4:02
5. Last Days – 3:13
6. Waterboarding (Limited Edition Bonus) – 3:32
7. Street Lights (Limited Edition Bonus) (featuring Dion) – 4:23

## Formazione
- Havoc
- Prodigy